# Eurocontrol
Az EUROCONTROL (angolul: European Organisation for the Safety of Air Navigation, magyarul: Európai Szervezet a Légiközlekedés Biztonságáért) egy európai szervezet a légi közlekedés biztonságáért. Az 1960-as alapítású nemzetközi társulat a zökkenőmentes pán-európai légi forgalomért felel. 
A brüsszeli székhelyű EUROCONTROL egy civil szervezet, és jelenleg 41 tagállama van.
Az EUROCONTROL koordinálja és tervezi a légi forgalmat egész Európában. A szervezet együttműködik a nemzeti hatóságokkal, a légi navigációs szolgáltatókkal, a civil és katonai légtérhasználókkal, a repülőterekkel és több különböző szervezettel. Tevékenységi körei közé tartoznak az úgynevezett kaputól kapuig tartó légi navigációs szolgáltatások, stratégiai és taktikai menedzsment, irányítói képzések, a légtér regionális ellenőrzése, valamint a légi irányítási díjak beszedése.

## Funkciók és központok
Az EUROCONTROL számos különböző szolgáltatást biztosít:
- Maastrichti Légi Irányítási Központ (MUAC)
- Network Manager Műveleti Központ (NMOC) - a repülési tervek és a aktuális forgalom koordinálása.
- EAD - központosított hozzáférés az AIS (Aeronautical Information Service) információkhoz. (légiforgalmi információk például katonai légterek, repülhető útvonalak stb...)
- Központi Légtér-használati Hivatal (CRCO) - összegyűjti a légtér használatáért fizetendő díjakat a Légiforgalmi Szolgáltattatók (ANSPs) nevében.
- EUROCONTROL Kísérleti Központ (EEC) - kutatások, szimulációk, stb.
- Légiforgalmi Szolgáltatás Képzési Intézete (IANS) - képzés és e-learning.
- Projektek
- EUROCONTROL Biztonsági Szabályozási Követelmények (ESARRs) - alap követelmények tanúsítása és meghatározásra a 2096/2005 EC szabályok alapján.

## Maastrichti Magaslégtéri Légi Irányítási Központ

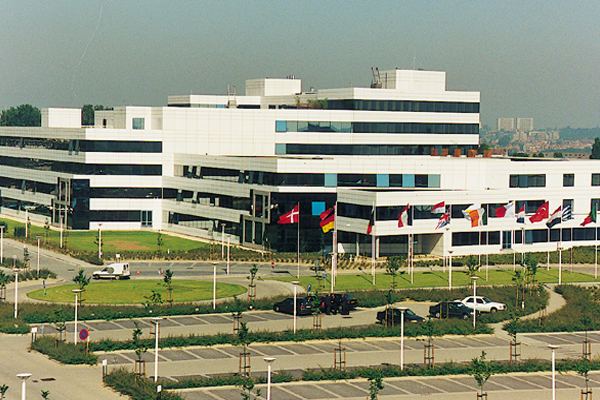
Az EUROCONTROL központja - Belgium, Brüsszel

Az EUROCONTROL Maastrichti Légi Irányítási Központjának (MUAC) székhelye a maastrichti Aachen repülőtér mellett található. A MUAC biztosítja a légiforgalmi irányítást 24.500 láb (7200 méter) felett Belgium, Luxembourg, Hollandia és Északnyugat-Németország felett. Egy DFS (Német Légi Irányítás) egység, amely a katonai légi közlekedésért felel Északnyugat-Németországban, szintén a civil létesítményekkel megegyező helyen van. 1972-ben kezdte meg a működését.
Az EDYY UIR- Maastrichti magaslégtéri repülés tájékoztató körzetet három szektorcsoport alkotja: DECO (Hollandia és Északnyugat-Németország); Brüsszel (Belgium), Hannover (Északnyugat-Németország). 
A MUAC a második legforgalmasabb Körzeti Irányító Központ (ACC) Európában. Csupán a londoni központnak nagyobb a forgalma a számokat tekintve, a lényegesen nagyobb légtér illetve több más ágazat összefüggése miatt.
Jelenleg több, mint 300 légiforgalmi irányító dolgozik a szervezetnél és több, mint 30 légiforgalmi irányító hallgató tanul. Az irányító hallgatók egy része Toulouse-ban, Franciaországban tanul, mivel a képzésük első részét ott végzik. 
A MUAC jelenleg is működő innovatív technológiái: Új generációs Repülési Adatfeldolgozó Rendszer, Rövidtávú Ütközés Érzékelő Rendszer (STCA - Short Term Conflict Alert), Középtávú Ütközés Érzékelő Rendszer (MTCD - Mid Term Conflict Detection), Irányító - Pilóta közötti műholdas kommunikáció (CPDLC - Controller Pilot Datalink Communication), valamint teljesen elektronikus, papír mentes irányítói munkahelyek.
A Légiforgalmi Irányítók jellemzően több, mint 80 járatot kezelnek óránként. Az átlagos repülési időtartam hozzávetőlegesen 18 perc, illetve a forgalom 60%-a jellemzően nagy európai repülőterekhez (London, Párizs, Frankfurt, Amszterdam, Berlin) köthető fel- és leszállással generálódik. A napi több, mint 5000 légijármű irányítását lebonyolító Maastrichti Légi Irányító Központ kétségkívül az egyik legösszetettebb felépítésű légi irányító szervezet a világon. 

## Szabályozási feladatok
Az EUROCONTROL az ún. Egységes Európai Égbolt szabályozásait is végzi, mint ahogy a szabványosított európai repülési szabályok meghatározását is hozzá köthetjük. 

## Tagság
EUROCONTROL és ECAC tagok: 
| Tag                 | Időpont | Jegyzet                      |
| ------------------- | ------- | ---------------------------- |
| Ausztria            | 1993    | EU tag                       |
| Belgium             | 1960    | EU-tag                       |
| Bulgária            | 1997    | EU-tag                       |
| Horvátország        | 1997    | EU-tag                       |
| Ciprus              | 1991    | EU-tag                       |
| Csehország          | 1996    | EU-tag                       |
| Dánia               | 1994    | EU-tag                       |
| Észtország          | 2015    | EU-tag                       |
| Finnország          | 2001    | EU-tag                       |
| Franciaország       | 1960    | EU-tag                       |
| Németország         | 1960    | EU-tag                       |
| Görögország         | 1988    | EU-tag                       |
| Magyarország        | 1992    | EU-tag                       |
| Írország            | 1965    | EU-tag                       |
| Olaszország         | 1996    | EU-tag                       |
| Lettország          | 2011    | EU-tag                       |
| Litvánia            | 2006    | EU-tag                       |
| Luxemburg           | 1960    | EU-tag                       |
| Málta               | 1989    | EU-tag                       |
| Hollandia           | 1960    | EU-tag                       |
| Lengyelország       | 2004    | EU-tag                       |
| Portugália          | 1986    | EU-tag                       |
| Románia             | 1996    | EU-tag                       |
| Szlovákia           | 1997    | EU-tag                       |
| Szlovénia           | 1995    | EU-tag                       |
| Spanyolország       | 1997    | EU-tag                       |
| Svédország          | 1995    | EU-tag                       |
| Egyesült Királyság  | 1960    | EU-tag                       |
| Európai Unió        | 2002    | A tagállamokkal párhuzamosan |
| Albánia             | 2002    | EU tagjelölt                 |
| Macedónia           | 1998    | EU tagjelölt                 |
| Montenegró          | 2007    | EU tagjelölt                 |
| Szerbia             | 2005    | EU tagjelölt                 |
| Törökország         | 1989    | EU tagjelölt                 |
| Örményország        | 2006    |                              |
| Bosznia-Hercegovina | 2004    |                              |
| Moldova             | 2000    |                              |
| Monaco              | 1997    |                              |
| Norvégia            | 1994    |                              |
| Svájc               | 1992    |                              |
| Ukrajna             | 2004    |                              |
| Grúzia              | 2014    |                              |

Nem tagok: 

Az EUROCONTROL tagországok kék színnel jelölve.

- Azerbajdzsán (ECAC tag, de nem tagja az EU-nak)
- Izland (ECAC tag, de nem tagja az EU-nak)
- San Marino (ECAC tag, de nem tagja az EU-nak)

## Fordítás
Ez a szócikk részben vagy egészben  az   Eurocontrol című angol Wikipédia-szócikk ezen változatának fordításán alapul.  Az eredeti cikk szerkesztőit annak laptörténete sorolja fel. Ez a jelzés csupán a megfogalmazás eredetét és a szerzői jogokat jelzi, nem szolgál a cikkben szereplő információk forrásmegjelöléseként.